# Dell'Orto

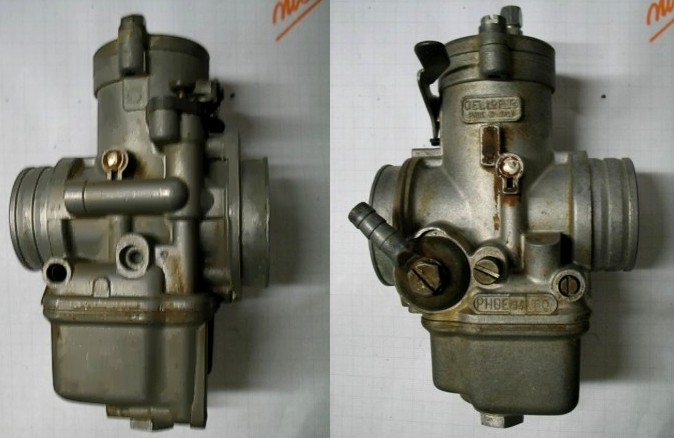
Карбюратор Dell'orto PHBE 34

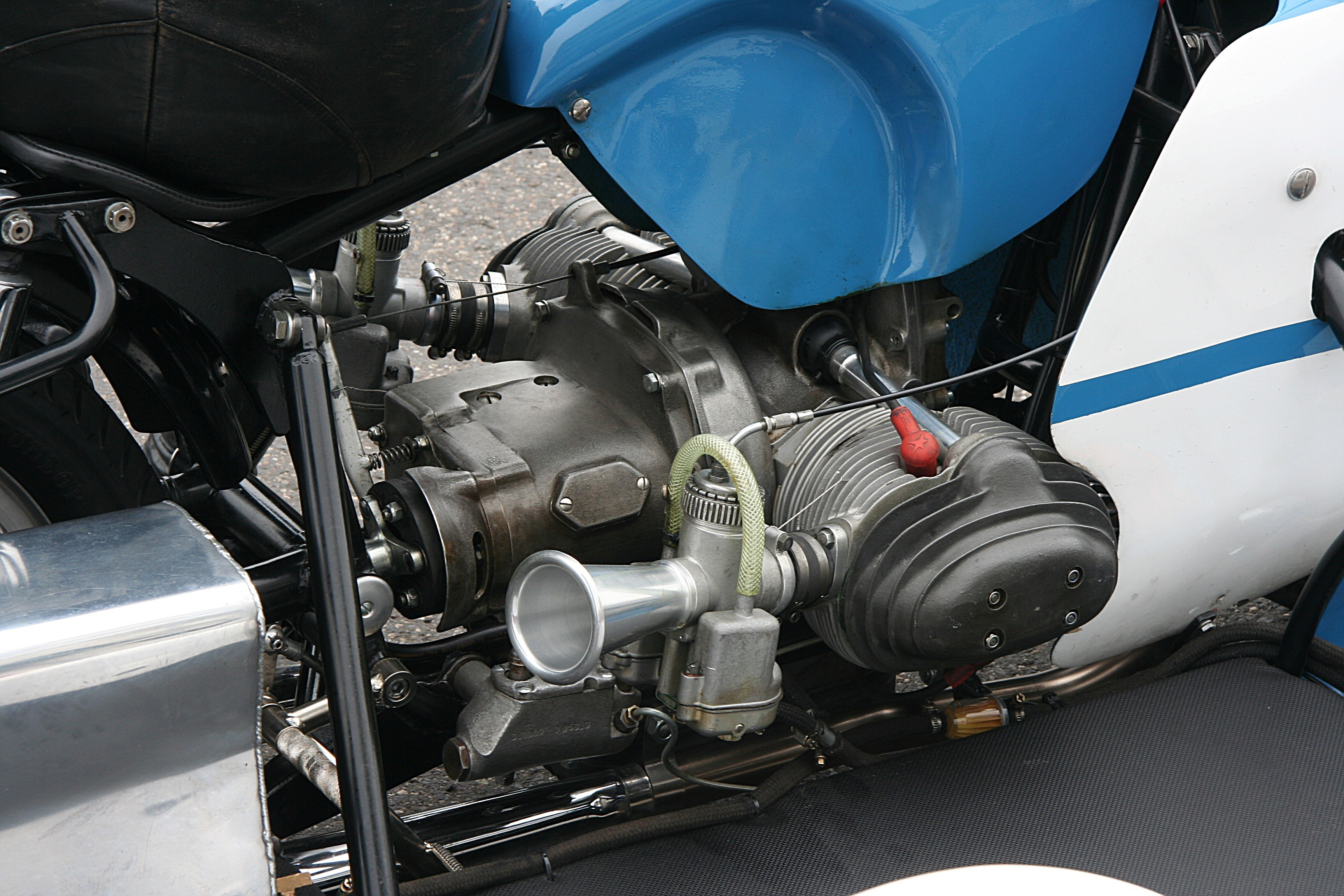
Карбюратори Dell'Orto на мотоциклі BMW RS 54

Dell'Orto — італійська компанія, розташована в Каб'яте, що спеціалізується на виробництві карбюраторів та систем електронного впорскування палива.

## Історія
Компанія була заснована в 1933 як "Товариство з обмеженою відповідальністю Гаетано Dell'Orto і синів". Їх  першими виробами стали карбюратори, що могли встановлюватись на місце стандартних  у нових автомобілях. Незадовго до Другої світової війни вони почали виготовляти карбюратори з алюмінієвими корпусами для гоночних мотоциклів.
На початку 1960-х років компанія Dell'Orto була виробником комплектного обладнання для групи Fiat, а також інших італійських та зарубіжних автовиробників. Наприкінці 1980-х років під керівництвом Луїджі Dell'Orto (син Гаетано), компанія випустила перші системи електронного впорскування.
Компанія сьогодні є одним зі світових лідерів в області виготовлення і проектування карбюраторів і відома на спортивному полі як партнер Gilera, учасника світового чемпіонату з мотогонок. Карбюратори цієї компанії встановлюються на продукцію таких відомих світових виробників мотоциклів, як Derbi, Aprilia та Yamaha.
Основні етапи діяльності компанії:
- 1933 — створення компанією першого карбюратора SC 26, що випускався під назвою REX;
- 1940 — випуск карбюраторів для спортивних двигунів і гоночних двигунів, використання алюмінію в корпусі карбюраторів SS;
- 1960 — налагодження випуску карбюраторів для автомобільних двигунів (Alfa Romeo, Fiat, Ford, Lotus);
- 1990 — перехід на системи електронного впорскування палива для всіх двигунів скутерів, мотоциклів і автомобілів;
- 2006 — відкриття заводу в Індії.

## Продукція
Dell'Orto виробляє:
- масляні насоси, системи для роздільного змащування двотактних двигунів;
- карбюратори;
- дросельні заслонки;
- компресори;
- ECU (блоки управління двигуном для мопедів і мотоциклів);
- Колектори, системи з'єднання двигуна з впускним та випускним колекторами;
- EGR (клапани для рециркуляції відпрацьованих газів).

## Індекси моделей карбюраторів
Перша буква у індексі розшифровується як тип заслонки:
- P — використовується циліндрична заслонка;
- S — використовується плоска шиберна заслонка без голки;
- F — використовується дросельна заслонка;
- D — використовується дві дросельні заслонки (карбюратор має подвійний корпус).

Друга буква у індексі розшифровується як тип конформації каналу:
- H — використовується дифузор циліндричної форми;
- R — використовується дифузор циліндричної форми з завуженням в центрі (автомобільні карбюратори);

Третя буква у індексі розшифровується як додаткові властивості карбюратора:
- A - пристрій для холодного запуску з автоматичним відключенням;
- C — вакуумний карбюратор;
- F або M — прискорювальний насос;
- V — електронне управлінням пускового пристрою;
- S — спортивний корпус.

Число вказує фактичний діаметр карбюратора.
Перша літера після числа вказує тип настроювання карбюраторів і характерні особливості.

## Dell'Orto India
У січні 2006 року компанія створила дочірнє підприємство в Індії для розширення на ринок в Азії.
Продукція Dell'Orto встановлюється на багатьох мотоциклах і автомобілях індійського автовиробника Tata Motors, а також Dacia-Renault Logan зібраних на місцевому заводі.